# Sperrmüll

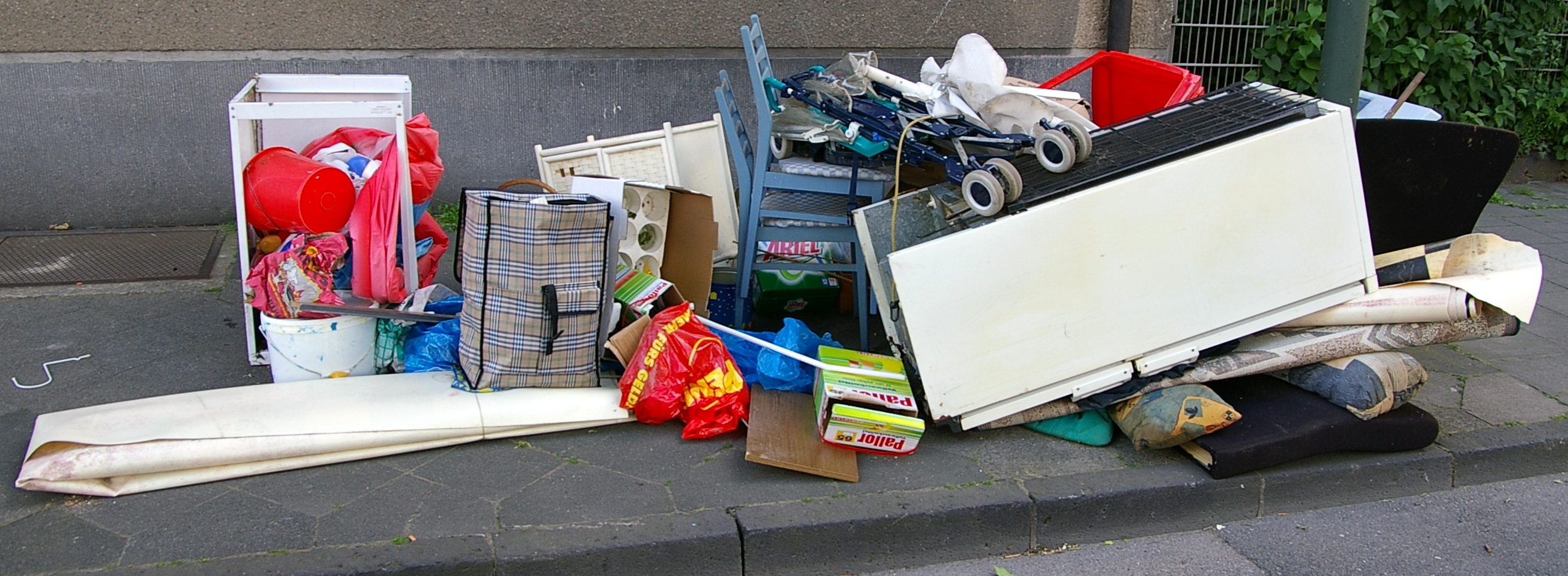
Sperrmüll auf einem Gehweg

Zum Sperrmüll zählen sperrige Einrichtungsgegenstände aus privaten Haushalten, die wegen ihrer Größe oder Beschaffenheit nicht in die zugelassenen Abfallbehälter passen und daher nicht mit dem Hausmüll in einer Mülltonne entsorgt werden können. Sperrmüll wird gesondert abtransportiert.
Welche Arten von Gegenständen zum Sperrmüll gehören, ist jeweils festgelegt: In der Regel zählen hierzu alle beweglichen Einrichtungsgegenstände, nicht jedoch üblicherweise fest mit der Wohnung verbundene wie Bodenbeläge, Zimmertüren, Wandverkleidungen oder Tapeten; manche Entsorgungsbetriebe geben als Faustregel an, dass alles, was bei einem Umzug mitgenommen würde, auch als Sperrmüll betrachtet werden kann. Ausgenommen sind ferner meist Autoreifen.

## Entsorgung
Bei der Sammlung von Sperrmüll sind drei Systeme geläufig:

### Fester Termin
An einem im Voraus festgelegten Termin werden sämtliche Müllstücke abgeholt.

### Auf Abruf
Der Erzeuger muss vorher an einer bestimmten Stelle anrufen und dort den Abholdienst bestellen. Dabei ist meist anzugeben, ob sich unter dem Sperrmüll auch Elektrogeräte und Metallschrott befinden, da diese häufig separat abgeholt werden.
Da die meisten Entsorgungsunternehmen jedoch versuchen, möglichst viele Abholungen zu bündeln, wird vor allem in kleineren Städten ein bestimmter Termin für die Abholung des Sperrmülls zugeteilt, Abholung an einem vom Kunden genannten Wunschtermin ist dabei manchmal möglich, meist aber mit einer gesonderten Gebühr verbunden.

### Selbst abliefern
Sperrmüll kann ohne Termin an Recyclinghöfen abgegeben werden, allerdings ist dies in der Regel nicht kostenfrei.

## Abholung

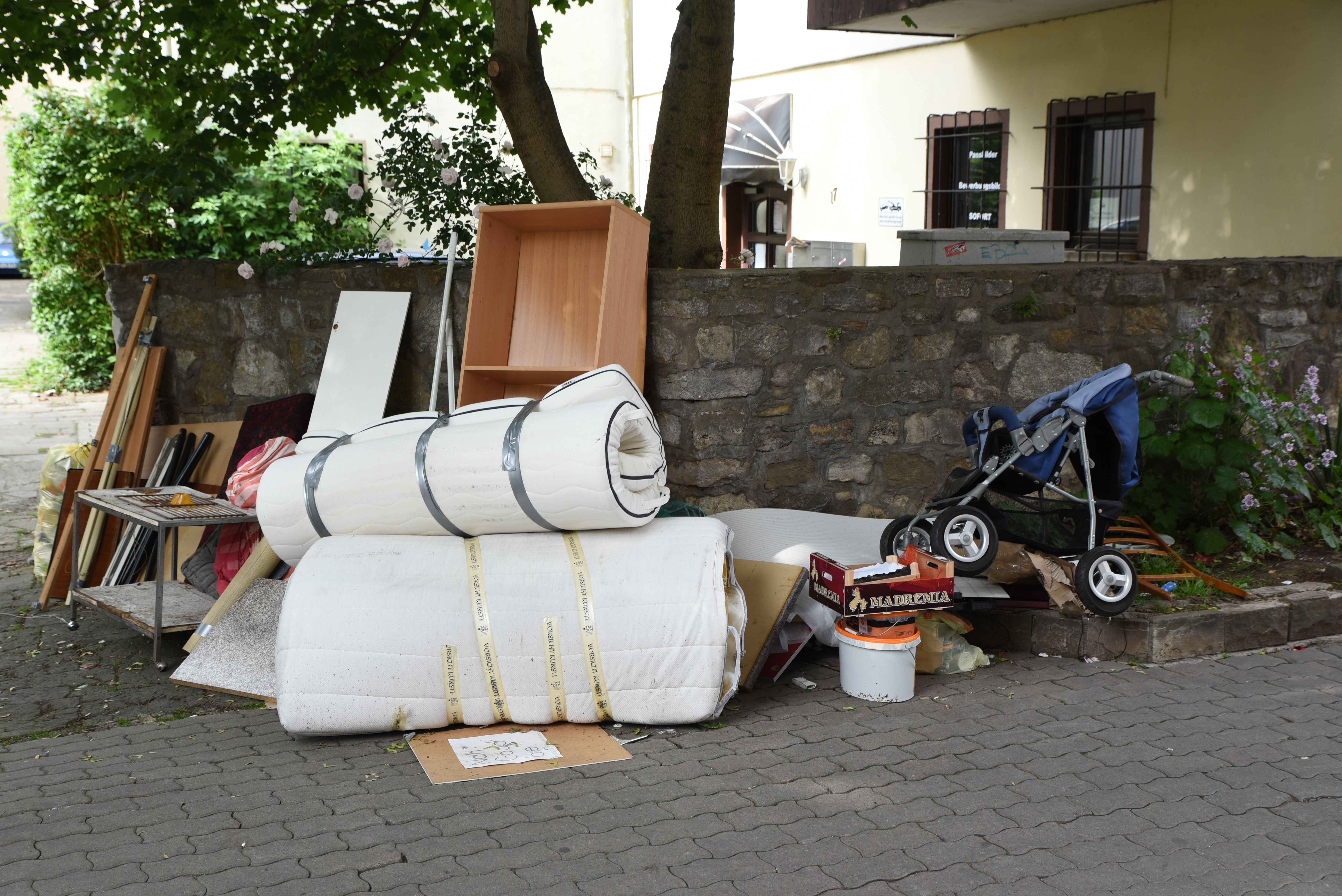
Sperrmüll in der Altstadt von Erfurt

Zur Abholung des Sperrmülls wird ein spezieller Müllwagen eingesetzt, in dem sich zwar eine Müllpresse befindet, jedoch keine Vorrichtung, um Mülltonnen auszuleeren. Beim Abtransport werden die Gegenstände in das offene Heck des Sammelwagens geladen. Dort wird der gesamte Sperrmüll von der Müllpresse zerkleinert und verdichtet. Die Müllpressen haben eine Presskraft von ca. 400 kN bei einem Hydraulikarbeitsdruck von ca. 110 bar. Damit wirkt auf den Sperrmüll ein Gewicht von ca. 40 t. Dadurch kann man mit einem Sperrmüllwagen ca. 10 t verpressten Sperrmüll abtransportieren.
Holz, Papier, Pappe und Metall werden mit einem separaten Fahrzeug abgeholt oder aber nach der Abfuhr aus dem Sperrmüll aussortiert und wiederverwertet. Der Rest wird in einer Müllverbrennungsanlage verbrannt.

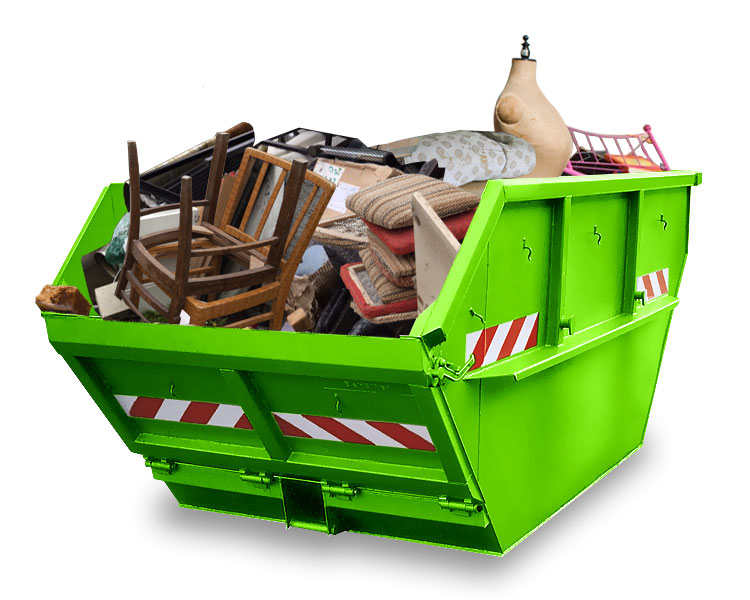
Entsorgung in einem Sperrmüllcontainer

Während über die Sperrmüllabholung fast jede Art von Hausrat abgegeben werden kann, dürfen in einem Abfallcontainer meist nur bestimmte Abfallarten entsorgt werden. So dürfen zwar Einrichtungsgegenstände wie Möbel, Schrott wie z. B. Fahrräder, Kinderwagen etc. in den Sperrmüllcontainern entsorgt werden, jedoch müssen Polster, Matratzen, Kartons, Teppiche, Kunststoffe oder gar Elektroschrott in diesem Fall separat entsorgt werden. 

## Eingriffe Dritter und Rechtliches
In vielen Gemeinden sieht man am Abend vor der Abfuhr des Sperrmülls Personen, die den Sperrmüll nach brauchbaren Dingen durchsuchen, da Menschen häufig noch gut erhaltene und brauchbare Dinge wegwerfen. Das Durchsuchen und Verteilen des Sperrmülls gilt allerdings in vielen Fällen als Ordnungswidrigkeit. Häufig bedienen sich auch Schrottsammler an dem bereitgestellten Sperrmüll und entnehmen Metalle und andere Wertstoffe. Viele Entsorgungsbetriebe sind mit dieser Praxis nicht einverstanden, da ihnen die aus der Verwertung von Metallen entstehenden Einnahmen entgehen und nur der wertlose Teil des Mülls zurückbleibt. Auch besteht die Gefahr, dass Schrottsammler für sie uninteressante Bestandteile (z. B. Kühlmittel und Isoliermaterial aus alten Kühlschränken) illegal entsorgen.
Wegen der Verunreinigung und teilweisen Zerstörung der abgestellten Gegenstände, die beim Durchstöbern des Sperrmülls oder durch spielende Kinder entstehen, und der damit verbundenen Gefahren für Mensch und Umwelt werden in einigen Gemeinden umzäunte Sperrmüllsammelplätze eingerichtet, die nur von den Bewohnern der umliegenden Häuser über einen Schlüssel geöffnet werden können, ähnlich wie bei abgesperrten Mülltonnenanlagen.
Juristisch gibt es in der Eigentumsfrage des Sperrmülls verschiedene Urteile, so entschied das Landgericht Ravensburg: „Stellt ein Künstler selbstgemalte Bilder zum Sperrmüll, so liegt darin wegen der persönlichen Beziehung zu den Gegenständen keine Eigentumsaufgabe, sondern nur eine auf eine Eigentumsübertragung an den Träger der Müllabfuhr zur Vernichtung der Bilder gerichtete Erklärung.“ Im Zweifel sei davon auszugehen, dass die Müllabfuhr Eigentümer wird und die Sache kein Allgemeingut ist. Grundsätzlich ist es daher sinnvoll, dass sich Dritte, die Interesse an einem auf dem Sperrmüll liegenden Gegenstand haben, beim Eigentümer erkundigen, ob er mit einer Mitnahme einverstanden ist.
Wird Sperrmüll nicht zeitnah von den Entsorgungsunternehmen abgeholt oder lange vor dem Abholtermin herausgestellt, steht er manchmal tagelang an der Straße. Dann wächst der Sperrmüllhaufen oft sehr schnell. Bürger stellen ihren Müll dann häufig zu dem Sperrmüll, und so wird aus dem Haufen eine wilde Müllkippe. Illegale Abfallentsorgung von gefährlichen Abfällen stellt zudem eine Straftat dar, bei der jeder Verursacher mit Konsequenzen zu rechnen hat (§ 326 StGB).
Vor allem in Großstädten hat es sich vielfach eingebürgert, dass Bürger überzählige und nicht mehr benötigte Gebrauchsgegenstände oder Möbel mit einem Zettel „Zu verschenken“ auf die Straße stellen und sie damit Passanten zur kostenlosen Mitnahme anbieten. Allerdings müssen nicht mitgenommene oder von vorneherein unbrauchbare Gegenstände dann vom Eigentümer auch wieder entfernt und der regulären Sperrmüllentsorgung zugeführt werden, da sonst schnell eine wilde Müllkippe entstehen kann.

## Mengen
Das Sperrmüllaufkommen in Deutschland belief sich im Jahr 2000 auf 2.568 Millionen Tonnen, während es im Jahr 2020 auf 2.979 Millionen Tonnen Sperrmüll angestiegen ist. Dies entspricht einer Steigerung des Abfallaufkommens um 16 %. Obwohl die Abfallmenge zunimmt, verzeichnet gleichzeitig auch die Verwertungsquote einen kontinuierlichen Anstieg. Im Jahr 2000 betrug die Verwertungsquote 29 %, im Jahr 2007 stieg sie auf 75 % und im Jahr 2015 erreichte sie einen Wert von 89 %. Es ist jedoch wichtig zu beachten, dass die Verwertungsquote nicht mit der Recyclingquote gleichzusetzen ist.
Manche Entsorgungsbetriebe empfehlen, nicht mehr benötigte, aber dennoch brauchbare Gegenstände über Tauschbörsen kostenlos anzubieten oder anderweitig an interessierte Personen zu verschenken, um die Menge an Sperrmüll zu reduzieren. Es gibt eine Vielzahl von Spendenorganisationen, die sich über Beiträge in Form von Büchern, Kleidung, Elektronik, Fahrrädern und vielem mehr freuen. Ein neues Denken zur Förderung der Nachhaltigkeit in unserer Welt gewinnt zunehmend an Bedeutung. Immer mehr Menschen setzen auf Praktiken wie „Teilen statt Besitzen“, wie beispielsweise beim Carsharing, oder auf „Verschenken statt Wegwerfen“.  Dies gilt z. B. bei Wohnungsauflösungen nach einem Todesfall, wo oftmals gut erhaltene Gegenstände entsorgt werden, weil die Erben der verstorbenen Person schlichtweg keine Verwendung dafür haben.